# NRK2
NRK2 è una rete televisiva della norvegese Norsk rikskringkasting. Fu lanciata nel 1996. Trasmette programmi perlopiù culturali e d'approfondimento, ma anche serie televisive e notiziari.